# Étrembières
 Étrembières  es una población y comuna francesa, en la región de Ródano-Alpes, departamento de Alta Saboya, en el distrito de Saint-Julien-en-Genevois y cantón de Annemasse-Sud.

## Demografía
| 1021 | 1187 | 1314 | 1200 | 1374 | 1430 |
| Para los censos de 1962 a 1999 la población legal corresponde a la población sin duplicidades (Fuente: INSEE [Consultar]) |      |      |      |      |      |